# 474
474（四百七十四、四七四、よんひゃくななじゅうよん）は、自然数また整数において、473の次で475の前の自然数である。

## 性質
- 474は合成数であり、約数は 1, 2, 3, 6, 79, 158, 237, 474 である。
  - 約数の和は960。
- 57番目の回文数である。1つ前は464、次は484。
- 58番目の楔数である。1つ前は470、次は483。
- 12番目の九角数である。1つ前は396、次は559。
- 474 = 43 + 47 + 53 + 59 + 61 + 67 + 71 + 73
  - 連続する8個の素数の和である。1つ前は442、次は510。
- 474 = 182226896713 － 182226896239
  - 素数 182226896239 は、次の素数 182226896713 との間隔が以前の数よりも大きくなる42番目の素数で、その差が 474 である。1つ前は468 (127976335139 － 127976334671)、次は486 (241160624629 － 241160624143)。(オンライン整数列大辞典の数列 A005250)
- 47416 + 1 = 6493120562136582067718757765487830751051777 であり、n16 + 1 の形で素数を生む24番目の数である。1つ前は470、次は476。(オンライン整数列大辞典の数列 A006313)
- 474 = π(582) (ただしπ(x)は素数計数関数)
  - 582 = 3364 までの素数は474個ある。1つ前の 572 = 3249 までは457個、次の 592 = 3481 までは487個。(オンライン整数列大辞典の数列 A038107)
- 約数の和が474になる数は1個ある。(314) 約数の和1個で表せる91番目の数である。1つ前は465、次は476。

## その他 474 に関連すること
- 西暦474年
- 紀元前474年